# Arvid Eskel
Arvid Nikodemus Eskel, född 1 juni 1909 i Gnosjö, död 31 maj 1989 i Karlstad, var en svensk länsarbetsdirektör och socialdemokratisk politiker.
Eskel var ledamot av andra kammaren 1961–1970, invald i Värmlands läns valkrets. Han var också ledamot av den nya enkammarriksdagen från 1971.